# Kovács Zsófia (triatlonista)
Kovács Zsófia (Gyöngyös, 1988. február 7. –) világbajnoki bronzérmes magyar triatlonista.

## Sportpályafutása
2003-ban az ifjúsági csapat Európa-bajnokságon szerzett aranyérmet. Egy év múlva ugyanezen a versenyen harmadik lett. A junior Európa-bajnokságon második volt. 2005-ben a junior duatlon Európa-bajnokságon 11. volt. A junior Eb-n feladta az egyéni versenyt. Csapatban aranyérmet szerzett. A junior világbajnokságon 11. volt.
2006-ban a junior Eb-n negyedik lett. Az U23-as Európa-bajnokságon a 18. helyen végzett. A junior vb-n kilencedik volt. A felnőtt csapat világbajnokságon negyedik helyen végzett. A következő évben a junior Európa-bajnokságon egyéniben kilencedik, váltóban második lett. Az U23-as kontinensbajnokságon hetedik helyen ért célba egyéniben, első lett a váltóban. A junior világbajnokságon tizedik volt. 2008-ban a juniorok között nyolcadik volt az Európa-bajnokságon.
2009-ben a duatlon Európa-bajnokságon váltóban lett bronzérmes. Az U23-as triatlon Eb-n tizedik volt. A felnőtt Európa-bajnokságon vegyes váltóban harmadik lett. Ez volt a magyar triatlon-sport első felnőtt Európa-bajnoki érme. Egyéniben 32 helyen végzett. 2010-ben a világbajnokságon vegyes váltóban hatodik, egyéniben 31. lett. A budapesti U23-as vb-n 14. helyen érkezett a célba. 2011-ben az Európa-bajnokságon hetedik volt. A vegyes váltóval ötödik lett. A sprinttávú vb-n 36. volt. A vegyes váltóval nyolcadik lett. Az U23-as világbajnokságon ezüstérmet szerzett. A londoni olimpián kerékpárral bukott a versenyben, így végül az 51. helyen ért célba. A vegyes váltó világbajnokságon nyolcadik lett.
2013-ban a vegyes váltó világbajnokságon 18. helyezést ért el. A világbajnoki sorozatban 76. helyezést ért el. 2014-ben egyetemi világbajnokságot nyert. A világbajnoki sorozatban 43. volt. Az Európa-bajnokságon 19.-ként ért célba. A váltóban negyedik volt. A váltó világbajnokságon (Tóth Tamás, Vanek Margit, Vanek Ákos) bronzérmes lett. A következő évben az Európa-bajnokságon 21. helyezést ért el. A vegyes váltó világbajnokságon hatodik lett. 2016-ban az Európa-bajnokságon egyéniben és vegyes váltóban is bronzérmet szerzett. A riói olimpián a 24. helyen végzett. A világbajnoki versenysorozaton összesítésben 70. lett.
2017-ben a rövidtávú triatlon Európa-bajnokságon kilencedik volt. Ugyanitt a vegyesváltóban (Bragmayer Zsanett, Dévay Márk, Bicsák Bence) szintén kilencedik volt. A 2018-as vegyescsapat vb-n 13. lett. A 2018-as világbajnoki sorozaton 59. lett. 2019 májusában 26. helyezést ért el az Európa-bajnokságon. A vegyesváltó (Vanek Margit, Dévay, Faldum) 10. lett. a vb sorozatban 62. helyezést szerzett. A 2020-as vegyesváltó vb-n (Bragmayer, Bicsák, Faldum ) tizenkettedik lett. A 2021-ben Tokióban rendezett 2020. évi nyári olimpiai játékokon a kerékpározás utolsó körében kizárták, miután lekörözték. A vegyes váltók versenyében 11. lett a magyar csapat (Bragmayer Zsanett, Bicsák Bence, Tóth Tamás) tagjaként.

## Díjai, elismerései
- Az év magyar triatlonistája (2010, 2016,[12] 2017,[13] 2019[14])